# دهستان زولاچای

زولاچای، دهستانی است از توابع بخش مرکزی شهرستان سلماس در استان آذربایجان غربی ایران. 

## جمعیت
براساس سرشماری مرکز آمار ایران در سال ۱۳۹۵، جمعیت این دهستان برابر با ۲۹٬۵۲۴ نفر (۷٬۸۸۱ خانوار) بوده‌است. 